# Brian Doerksen

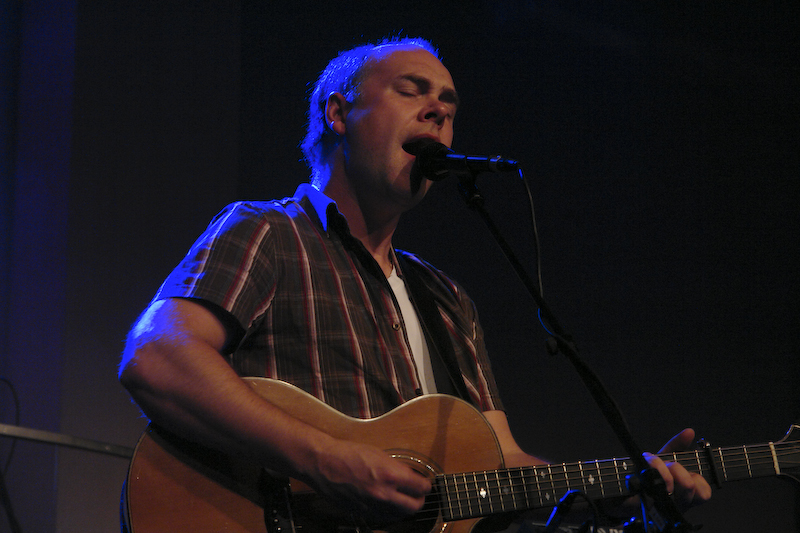
Doerksen in 2008

Brian Doerksen (Abbotsford (Brits-Columbia), 1965) is een Canadese aanbiddingsleider en singer-songwriter.
Na een opleiding aan de Bijbelschool (DTS) van Youth with a Mission in Tyler (Texas), werkte Doerksen voor deze organisatie onder andere in Mexico en Guatemala. In 1985 werd hij voorganger van de eerste Vinyardkerk in Canada. In deze tijd werden de eerste opnames gemaakt voor de serie Vineyardalbums, waarvoor Doerksen veel teksten schreef en waarop hij ook als zanger te horen is. In 1994 schreef hij de musical Father's house. De kaartverkoop hiervoor viel tegen en het gezin Doerksen, dat hier veel geld in had gestoken, raakte in financiële problemen. Op uitnodiging van een Vinyardgemeente in Engeland, waar men op zoek was naar een nieuwe aanbiddingsleider, stak het gezin de oceaan over. In deze periode schreef hij onder andere het bekende nummer Come, now is the time to worship. In 1999 keerde het gezin terug naar Canada, waar het nu woont in Abbotsford. Sindsdien heeft hij diverse solo-albums uitgebracht bij het platenlabel Integrity Music.
Een aantal van zijn nummers, waaronder Refiner's fire (1990), Come, now is the time to worship (1998), Hope Of The Nations (2002), Today (2003) en The River (2004), is in het Nederlands vertaald voor de bundel Opwekkingsliederen (jaarlijkse uitgave van Stichting Opwekking). Doerksen werd meerdere keren onderscheiden voor zijn muziek; door de Gospel Music Association (GMA) Canada werd hij onder andere uitgeroepen tot Zanger van het Jaar (2005, 2006) en Artiest van het Jaar (2006, 2008). In 2008 ontving hij een Juno Award voor zijn cd Holy God.
In 2009 kwam een boek van zijn hand getiteld 'make love, make war' uit waarin hij het ontstaansproces van een aantal van zijn bekendste liederen beschrijft en andere songwriters tips geeft aan de hand van zijn liederen. In 2010 werd dit boek ook in het Nederlands vertaald uitgegeven onder dezelfde Engelstalige titel.

## Discografie

### Solo-albums
- You Shine (2002)
- Today (2004) (ook op dvd)
- Live in Europe (2005)
- Holy God (2006)
- It's Time (2009)
- Level Ground (2010) (ook op dvd)
- Grateful (2018)

### Vineyard-albums
- Changed by Your Glory (1989)
- Your Kingdom Come (1990)
- Jesus Alone (1991)
- Worship Festival Live (1992)
- In Deiner Gegenwart Vol 1 & 2 (1993)
- Light the Fire Again (1994)
- Father’s House (1994)
- Winds of Worship 4 (1995)
- Isn't He (1995)
- Winds of Worship 5 (1996)
- Faithful Father (1996)
- Winds of Worship 8 (1997)
- Come, Now is the Time (1998)
- Intimacy (1998)
- Hungry (1999)
- God is Love (2000)
- Rise Up Europe (2000)
- Believe (2000)
- Change Me on the Inside (2001)
- Come and Follow (2001)
- Love Abbotsford Live (2001)
- All I Need (2002)